# 阿恩弗尔斯
阿恩弗尔斯是奥地利施蒂利亚州莱布尼茨县的一个市镇。总面积4.21平方公里，总人口1149人，人口密度272.9人/平方公里（2005年）。